# Historia de las telecomunicaciones en México
La historia de las telecomunicaciones en México tiene su origen en 1851, año en que fue tendida la primera Red de telégrafos entre la Ciudad de México y la población de Nopalucan en el Estado de Puebla. Fue el presidente Mariano Arista quien en compañía de los altos dignatarios de su gobierno, inauguró el 5 de noviembre del año mencionado la red de 180 km de alambres de hierro sostenidas sobre postes de madera.
“La concesión para operar estos primeros servicios de telecomunicaciones, que utilizaron la innovación tecnológica denominada telégrafo eléctrico o electromagnético, fue otorgada a Don Juan de la Granja, empresario tesonero de gran talento y visión, a quien corresponde el mérito de haber logrado que México dispusiera de comunicación telegráfica apenas seis años después de inaugurarse el servicio en la Unión Americana y a cinco de haberse establecido en Francia”
Durante los siguientes 20 años el crecimiento de las redes fue constante, en 1870 constituía una red de 8 000 kilómetros por la cual circulaban alrededor de 222 000 mensajes. Para este momento el telégrafo se había convertido en un medio indiscutible por la ventaja de que transmitía mensajes breves en un tiempo corto.

## Telecomunicaciones durante El Porfirismo
Los 30 años del régimen de Porfirio Díaz constituyeron un periodo de modernización y desarrollo para México. En 1880 el servicio de telégrafos se centraliza y las autoridades federales quedan a cargo del servicio. En 1885 las líneas de telégrafo se construyen de manera paralela a las vías de ferrocarril, por esta razón el servicio crecerá de tal forma que para 1887 se establece la comunicación telegráfica entre México y Guatemala. Otros logros importantes durante este periodo son: el enlace de las oficinas de la frontera norte con la Western Union Telegraph Co. Y la creación de la Compañía Telegráfica Mexicana, única proveedora de servicio internacional.
En 1902 se introduce en México una gran innovación tecnológica: La radiotelegrafía. Esta consiste en la transmisión de datos por medio de ondas electromagnéticas lo cual permite prescindir de los cables. Este medio tiene gran auge en México a partir de 1910.
En el caso de la telefonía, es introducida en México en 1878. El primer enlace se realizó entre México y Tlalpan. El 16 de septiembre de este año se instala la primera línea telefónica entre el Castillo de Chapultepec y el Palacio Nacional.
Es también, “durante el gobierno del presidente Manuel González (1881), que se expide la primera ley que establece la reglamentación del servicio de ferrocarriles, telégrafos y teléfonos, misma que señala como vías generales de comunicación a los teléfonos que unan municipalidades o estados.”
Para 1881 que la red telefónica había logrado ampliarse en varias zonas de la capital de la República. En 1883 se realiza la primera conferencia telefónica internacional entre interlocutores situados en Matamoros, Tamaulipas y Brownsville, Texas. En 1890 los suscriptores de teléfono sumaban 1110.
“En los albores del servicio telefónico, la Compañía Telefónica Mexicana, establecida en 1882, fue el proveedor único, hasta que en 1905 la Compañía Mexicana Telefónica Ericsson inició sus operaciones, lo que desató una saludable competencia entre las dos empresas concesionarias”. En un principio las redes de ambas compañías no se encontraban interconectadas, por lo cual los suscriptores de una empresa no podían comunicarse con los de la otra. Será hasta 1947 que las redes de ambas compañías lograran interconectarse.

## Las telecomunicaciones en el periodo de La Revolución Mexicana y la primera mitad delsigloXX
Durante la Revolución, las telecomunicaciones jugaron un papel importante en las estrategias y tácticas de los bandos en pugna. De manera especial, la comunicación telegráfica jugó un papel importante en la comunicación con los aliados, sin embargo, la destrucción de líneas fue de igual manera importante para quebrar las vías de comunicación del bando adversario en territorios en pugna.
El periodo posterior a la Revolución sería importante, por el número de regulaciones que se establecerán sobre el rubro. Así, en 1916, el presidente Venustiano Carranza expidió un decreto en el cual se prohibía explotar estaciones radiotelegráficas sin autorización del Gobierno Federal.
La Constitución de 1917 incluyó a la radiotelegrafía como una excepción a la prohibición de monopolios que establecía el artículo 28. En abril de 1926 se expidió la Ley de Comunicaciones eléctricas, que incluía dentro del concepto de comunicaciones eléctricas a la telegrafía, radiotelegrafía, telefonía, radiotelefonía y cualquier otro sistema de transmisión o recepción, con hilos conductores o sin ellos, de sonidos, signos o imágenes.
La tendencia a la regulación estatal de este rubro se vio culminada en 1940 con la expedición de la Ley de Vías Generales de Comunicación que estableció, que toda vía de comunicación era de utilidad pública, por lo que su construcción, establecimiento y operación, así como los servicios conexos, requerían de concesión o permiso del Ejecutivo Federal por conducto de la Secretaría de Comunicaciones y Obras Públicas.
Otro hecho relevante que caracteriza a este periodo, es el inicio de transmisiones de radio en los cinco primeros años de la década de los 20.
“Entre los pioneros de este medio de comunicación colectiva destacan la Dirección General de Telégrafos Nacionales, Enrique y Pedro Gómez Fernández, la emisora X-1 de Jorge Paredo, Constantino de Tárnava Jr., el gobierno del estado de Chihuahua, Salvador Francisco Domenzáin, José de la Herrán y el general Álvaro Obregón, quien autorizó las primeras emisiones radiofónicas como las del CYL de Raúl Azcárraga, y las de CYB de El Buen Tono, y dio el primer grito de independencia transmitido por radio a través de la XEB en 1923.”
La década de los 20 y 30 se da un rápido crecimiento para la industria de la radio, con una rápida proliferación de estaciones. Hacia 1935 había en México 71 estaciones de radio y en 1946 eran ya 240. Entre las principales estaciones estaban: XEW, XEQ, XEOY y XEX.
De igual forma durante este periodo existe una etapa de experimentación en el campo de la televisión, entre 1930 y 1950. La primera concesión es otorgada a Romulo O’Farrill para operar la estación XHTV Canal 4. 
En el caso de la telefonía, en 1936 se logran grandes avances de interconexión. El entonces presidente Lázaro Cárdenas gira órdenes al Secretario de Comunicaciones y Obras Públicas, Francisco J. Múgica, para que ordenara a “La Mexicana” y a “Mexeric” que enlazaran sus líneas. La problemática de interconexión será resuelta en 1947 cuando se crea “Teléfonos de México S.A.” la que celebra un contrato con “Mexeric” aprobado por la Secretaría de Comunicaciones y Obras Públicas en el cual Mexeric vende sus bienes, concesiones y activos a Telmex. Posteriormente, en 1950, “La Mexicana” se fusiona con Telmex.

## Telecomunicaciones en la segunda mitad delsigloXX
En cuanto a televisión, la segunda mitad del siglo XX estará caracterizada por la expansión de este medio. En 1951 se otorga la segunda concesión a Emilio Azcárraga Vidaurreta, operando así la estación XEW Canal 2. En 1952 empezó a operar la estación XHGC Canal 5 concesionada a Guillermo González Camarena.
Estos avances tendrán su regulación en 1960 cuando se expide la Ley Federal de Radio y Televisión. “En ésta se prescribió la figura de las concesiones y permisos para el uso de frecuencias del espectro radioeléctrico a fin de prestar servicios de radio y televisión abierta para que cualquier persona con el equipo adecuado, pudiera recibir gratuitamente su programación”.
El crecimiento de la industria fue tal, que para 1989 México disponía de 567 estaciones cuya cobertura abarcaba el 70% de la población.
El papel del Estado mexicano como productor, emisor y operador ha sido poco consistente, a pesar de que la Ley Federal de Radio y Televisión la considera como una actividad de interés público. Entre los intentos cabe mencionar a XEIPN Canal 11 que depende de la SEP y es operada por el IPN. Televisión Rural del Gobierno Federal, el sistema de Telesecundaria de la SEP e Imevisión que a fines de los 80 operó los canales 7, 13 y 22.
Hacia 1955, los canales 2, 4 y 5 se integraron bajo Telesistema Mexicano, que en conjunto con el canal 8 se transformó en el consorcio Televisa en 1973.
Ya en 1962, México inició sus investigaciones espaciales por medio de la UNAM y con el fin de contar con servicios de comunicación vía satélite, México se adhiere al Intelsat. A través de este consorcio, México adquiere mayor capacidad satelital y comienza con la construcción de estaciones terrenas para servicios satelitales. Con motivo de los Juegos Olímpicos de 1968 se inaugura la estación Tulancingo, Ia Torre Central de Telecomunicaciones, la Red Federal de Microondas, así como el enlace espacial.
En junio y noviembre de 1985 son lanzados los primeros satélites mexicanos, el Morelos I y el Morelos II. Desde este momento los servicios satelitales fueron prestados por Telecomm, organismo descentralizado del Gobierno Federal.
En el caso de la telefonía, un paso de gran trascendencia se da cuando en 1958, las compañías extranjeras controladoras de Telmex venden sus acciones a inversionistas mexicanos. En 1972 Telmex se convierte en una compañía estatal cuando en 1972 el gobierno adquiere el 51% de las acciones de la empresa. En 1981 Telmex se convierte en la única compañía prestadora de servicios de telefonía cuando adquiere Telefónica de Ojinaga.
Este periodo es de igual importancia porque inicia el servicio de telefonía móvil. En 1977 se solicitó a la Secretaría de Comunicaciones y Transportes (SCT) una concesión para instalar, operar y explotar un sistema de radiotelefonía móvil en el Distrito Federal. No fue sino hasta 1981 cuando se inicia la comercialización de este servicio, el cual fue conocido por el público como teléfono en el auto, con el cual se logró, en un lapso de 8 meses, dar servicios a 600 usuarios.
Telcel es el primer operador de radiotelefonía móvil. Marca propiedad de la empresa Radiomóvil DIPSA, la cual fue integrada por Teléfonos de México para la administración de la radiotelefonía móvil. Los comienzos de Radiomóvil Dipsa S.A. de C.V. en la telefonía celular fueron en 1987, cuando la SCT autoriza la instalación del sistema celular en la ciudad de Mexicali. Al año siguiente se ratifica ante la SCT la solicitud de modificar la concesión para operar la telefonía celular a nivel nacional.
En octubre de 1989, Radiomóvil Dipsa S.A de C.V, a través de su marca Telcel inicia operaciones de telefonía celular en la ciudad de Tijuana, donde proporciona el servicio a usuarios mexicanos como estadounidenses. En febrero de 1990 se inicia la comercialización de la telefonía celular en el Distrito Federal y Área Metropolitana; cinco meses después cubre las ciudades de Cuernavaca y Toluca, así como Valle de Bravo. Es decir, logra rebasar los pronósticos más ambiciosos en número de usuarios, que siguen incrementándose mes con mes. Sobre todo en región centro del país, en un caso extraordinario en el mundo.
La segunda empresa en brindar servicios es Iusacell, inicia sus operaciones en 1987 en la Ciudad de México. Posteriormente fue adquiriendo empresas que ofrecían el servicio en el centro del país, convirtiéndose en el operador más grande de telefonía móvil.
México sufrió una crisis económica en 1994 que afectó bastante a todos los rubros de comunicación, por lo que Iusacell, que poseía un poder dominante por aquel entonces, decidió enfocarse a los clientes de alto poder adquisitivo con planes de renta a precios elevados. Mientras tanto, Telcel adoptó una estrategia que le fuese útil para poder subsistir ante la crisis, por lo que decidió acercar sus planes a precios medianamente accesibles e impulsar los primeros planes de prepago bajo el nombre de sistema amigo de Telcel (nombre el cual subsiste hasta hoy en día). Iusacell también implementó lo mismo bajo el nombre de Viva, el cual prevaleció hasta 2005 cuando se consolidan sus planes preparados.
Al pasar los últimos años de la década de los 90 Telcel, Iusacell y otras concesionarias del servicio como Pegaso PCS (Propiedad de Televisa y de Alejandro Burillo Azcárraga, hoy en manos de Movistar), Nextel y Unefón (propiedad de Grupo Salinas / TV Azteca, hoy en manos de Grupo Salinas, al igual que Iusacell) comenzaron a invertir masivamente para incrementar y modernizar parte de la infraestructura que estaba siendo usada en estándares AMPS, TDMA, iDEN Y CDMA. A la vez, con la evolución de la tecnología el tamaño de los teléfonos iba reduciéndose a la vez junto con el precio en el servicio, y las alternativas de prepago en constante crecimiento iban acercando poco a poco al ciudadano al mundo de la telefonía móvil.

## La desestatalización de las comunicaciones
A finales de la década de los 80 inicia un proceso para la liberalización del sistema de telecomunicaciones. El Plan Nacional de Desarrollo es el primer paso en esta dirección. Este Plan señalaba que “la indispensable modernización y expansión de las telecomunicaciones requiere de grandes inversiones, que deberían financiarse con participación de los particulares”
En 1989, el presidente Carlos Salinas de Gortari anuncia la desincorporación de Telmex la cual se consumará cuando en 1990 se privatiza la empresa. Las razones que justificaron la privatización de la empresa fueron: la necesidad de tener mayores oportunidades de financiamiento, la mejora en la calidad de los servicios y la promoción de una competencia equitativa con otras empresas de telecomunicaciones.
Con la firma del Tratado de Libre Comercio de América del Norte, se plantea un compromiso de México en el tema de liberalización de las telecomunicaciones del control estatal. En el capítulo XIII de dicho tratado, referente a las telecomunicaciones, se establecen medidas relacionadas con el acceso y uso de redes y servicios de telecomunicaciones. Se indican también obligaciones sobre los monopolios, privilegios exclusivos y de transparencia y publicidad en las medidas vinculadas con el acceso a Redes y servicios de telecomunicaciones y comunión.
En 1995, se da una reforma constitucional de gran importancia, en la cual se modifica el artículo 28, para permitir la participación del sector privado en la comunicación satelital, pasando de ser un área estratégica a un área prioritaria.
La tendencia liberalizadora se verá concretada en la Ley Federal de Telecomunicaciones, presentada como iniciativa de ley al poder legislativo en 1995, la cual establece un cambio radical en el papel del Estado como regulador de las telecomunicaciones.
Corresponde al Estado, como rector de la economía y promotor del desarrollo, establecer las condiciones que permitan la concurrencia de la iniciativa e inversión de los particulares, bajo un marco regulatorio claro y seguro. Una mayor participación privada es congruente con el fortalecimiento de la rectoría del Estado (…) En consecuencia, el papel del Estado en este momento de transición hacia mercados más abiertos deber ser el de promover la competencia en las telecomunicaciones. Debe el Estado también, fortalecer la soberanía y seguridad nacional, y una adecuada promoción de la cobertura social, mediante el aprovechamiento del avance tecnológico de las telecomunicaciones.
Finalmente la iniciativa de ley será aprobada el 26 de abril de 1995 por el Senado de la República. Surgida bajo un ánimo de fomentar la competencia en el ámbito de las telecomunicaciones, la LFT establece obligaciones en el tema de las interconexiones con el fin de fomentar la competencia.
Entre las principales medidas que establece la Ley Federal de Telecomunicaciones (LFT) con el fin de fomentar la libre competencia están: creación del registro de telecomunicaciones; se faculta a la autoridad a imponer obligaciones en cuanto a tarifas, calidad e información a aquel concesionario que sea declarado agente económico con poder sustancial en algún mercado de las telecomunicaciones; permite el ingreso del sector privado a la prestación de servicios satelitales.

## Telecomunicaciones en el nuevo milenio
Iniciando el nuevo milenio la evolución tecnológica de las redes dio un giro radical a lo que debía ser la telefonía móvil en México, pasando de ser un artículo de lujo a casi ser una necesidad aunado a la entrada de nuevos empresarios como el grupo español Telefónica, que compró 4 pequeños operadores propiedad de Motorola al norte del país, creando Telefónica Movistar con sede en Monterrey. Posteriormente esta misma compró a otro operador llamado Pegaso PCS, dándole la oportunidad de expandir la cobertura y llegar al centro y sur del país. Acto seguido, la compañía española mudó sus operaciones a la Ciudad de México. Destaca también la evolución de la compañía Telcel, que implementó el sistema GSM a mediados del 2002, mientras que Movistar hizo lo mismo pero en 2003 y 2004 respectivamente, dejando a ambas empresas con el estándar GSM. Mientras tanto, Iusacell, que también absorbió a la compañía Unefon, se concentró en implementar y tratar de mejorar su red en CDMA y Nextel permitiendo una extensión de contrato para seguir desarrollando las redes iDEN en el país. Entre 2006 y 2008 se produjo el salto a los servicios de tercera generación, tanto Iusacell con su red CDMA bajo 1xEV-DO, Telcel y Telefónica bajo el estándar UMTS y HSDPA permitiendo una mejoría relativa en servicios de datos e implementación de otros tantos como GPS, videollamadas y otros más.
En el caso de telefonía fija Telmex incursionó en el servicio de internet desde 1996 cuando compra IBM y Sears, proveedor de internet Prodigy Comunications en Estados Unidos y trae la marca a México. En el 2001 Telmex decidió vender los suscriptores de Prodigy Communications en los Estados Unidos a su socio SBC Communications con lo que se convirtió en SBC Prodigy y posteriormente SBC Yahoo!. Aún es dueño de Prodigy en México. Para el 2004 Prodigy contaba con más del 70% de acceso a internet vía telefónica y el 40% en DSL en México. A partir del 2009 Telmex comenzó a unificar su servicio de internet a través de la marca Infinitum.
De igual forma, Telmex ha llevado una modernización de su infraestructura desarrollando una plataforma digital que opera redes de fibra óptica con conexiones vía cable submarino en 39 países. A partir de diciembre de 2010 Telmex inicia la construcción de la red FTTH con el cual piensa brindar servicios de Triple Play.
Es precisamente el concepto Triple Play el que ha dominado las telecomunicaciones en el nuevo milenio. Los operadores ofrecen servicios que incluyen voz, banda ancha y televisión de paga. Megacable en conjunto con Cablevisión y Cable Más ofrecen el servicio triple play Yoo que se ha convertido en competencia directa para Telmex.

### Reforma en telecomunicaciones
En 2013, se dio una reforma constitucional presentada por el Presidente de la República, Enrique Peña Nieto, dentro del marco de los acuerdos y compromisos establecidos en el Pacto por México. Fue aprobada por la Cámara de Diputados el 25 de abril de 2013 y por el Senado de la República cinco días después. El 22 de mayo de 2013, la Comisión Permanente del Congreso de la Unión la declaró constitucional. Fue promulgada por el Presidente Enrique Peña Nieto el 10 de junio de 2013 y publicada al día siguiente en el Diario Oficial de la Federación.
Se reformaron el artículo 6 para regular el derecho a la información y la protección de datos personales; el artículo 7 para establecer la inviolabilidad de la difusión de opiniones, información e ideas a través de cualquier medio; los artículos 27 y 28 para conferir al Instituto Federal de Telecomunicaciones la facultad de otorgar y revocar concesiones en materia de radiodifusión y telecomunicaciones y que sus decisiones solo puedan ser impugnadas mediante juicio de amparo indirecto; el artículo 73 para dotar al Congreso de facultades expresas para dictar leyes en materia de tecnologías de la información y la comunicación, radiodifusión y telecomunicaciones, incluida la banda ancha e Internet; el artículo 78 para suprimir la facultad de la Comisión Permanente de ratificar los nombramientos de los integrantes de los órganos reguladores en materia de telecomunicaciones y Comisión Federal de Competencia Económica; y el artículo 94 para que el Consejo de la Judicatura Federal determine el número, división de circuitos, competencia territorial y especialización en materia a los juzgados y tribunales especializados en radiodifusión, telecomunicaciones y competencia económica.
Se adicionaron el artículo 6 para garantizar la inclusión de la población a la sociedad de la información y del conocimiento y su acceso a las tecnologías de la información y los servicios de radiodifusión y telecomunicaciones, incluida la banda ancha e Internet, siendo éstos prestados en condiciones de competencia, calidad, pluralidad, cobertura universal, interconexión, convergencia, acceso libre y continuidad, para determinar que los ataques a la vida privada son una limitación a la libertad de difusión (anteriormente ubicada en el artículo 7), para establecer un organismo público que proveerá el servicio de radiodifusión sin fines de lucro; y el artículo 28 para crear la Comisión Federal de Competencia Económica y el Instituto Federal de Telecomunicaciones y para permitir a este último las acciones necesarias para evitar prácticas desleales o monopólicas y establecer medidas correctiva.
En los artículos transitorios se estableció que el Congreso de la Unión realizará las adecuaciones correspondientes al marco jurídico y el ordenamiento legal sobre el uso, aprovechamiento y explotación del espectro radioeléctrico y las redes de telecomunicaciones; que se permite la inversión extranjera directa hasta el cien por ciento en telecomunicaciones y comunicaciones vía satélite y hasta el cuarenta y nueve por ciento en radiodifusión; que el Presidente de la República tiene a cargo la política de inclusión digital; y otras disposiciones más.

## Desregulación del espectro digital y electromagnético
En 2006 se publican reformas a la Ley Federal de Telecomunicaciones y a la Ley Federal de Radio y Televisión, conocida como “Ley Televisa”. Esta ley establece la desregulación del espectro digital y concede a las televisoras privadas el uso de un bien público.
La última acción en este sentido es la denominada “licitación 21”. El proceso inicia en noviembre de 2009 cuando el gobierno emite una licitación para explotar una banda del espectro electromagnético del país en el área de telefonía móvil y otros servicios. En la creación de las bases de la licitación participaron la Comisión Federal de Telecomunicaciones (Cofetel); Comisión Federal de Competencia (CFC); la Secretaría de Hacienda y Crédito Público (SHCP) y la Secretaría de Comunicaciones y Transportes (SCT).
A través de este proceso el gobierno concesionaría el uso de 270 megahertz en la banda 1.7 gigahercios durante 20 años para servicios de telefonía móvil en las 9 regiones en que se divide el país. La licitación tuvo resolución el 16 de agosto cuando los 5 integrantes de la Cofetel, bajo la presidencia de Mony de Swaan Addati, dieron fallo a favor de Televisa-Nextel. Sin embargo en el mes de octubre del 2010, se anuncia la disolución de la alianza entre ambas empresas.
A principios de 2011 se anunció que Televisa compraría el 50% del operador de telefonía móvil “Grupo Iusacell”, por mil 600 millones de dólares. Sin embargo dicha operación fue negada por el organismo antimonopolios de México, la Comisión Federal de Competencia (CFC).
La decisión ha sido considerada de gran trascendencia puesto que Televisa y Iusacell ya participan como socios en Totalplay que ofrece servicios de telefonía fija, televisión e internet a través de fibra óptica, así como telefonía móvil, por lo que son las primeras en ofrecer el servicio cuádruple play.
El tema de la interconexión ha surgido de nuevo en 2012. Una serie de impugnaciones por parte de las empresas Axtel, Unefon y Telcel en torno a las facultades de la Cofetel que permiten a este organismo fijar las tarifas de interconexión entre operadoras de telefonía celular.
La resolución de la Suprema Corte de Justicia de la Nación (SCJN) ratifica a la Cofetel como autoridad para la resolución de recursos de revisión administrativos promovidos en contra de sus propias resoluciones en materia de interconexión. Refrendando así la autoridad y autonomía del organismo encargado de la regulación en materia de telecomunicaciones.

## Organismos encargados de las telecomunicaciones
Los organismos encargados de conducir la política en cuestión de telecomunicaciones son la Secretaría de Comunicaciones y Transportes y la Cofetel.
De acuerdo con la Ley Orgánica de la Administración Pública Federal en su artículo 36 apartado II y III, es facultad de la Secretaría de Comunicaciones y Transportes:
II. Regular, inspeccionar y vigilar los servicios públicos de correos y telégrafos y sus servicios diversos; conducir la administración de los servicios federales de comunicaciones eléctricas y electrónicas y su enlace con los servicios similares públicos concesionados con los servicios privados de teléfonos, telégrafos e inalámbricos y con los estatales y extranjeros; así como del servicio público de procesamiento remoto de datos.
III.- Otorgar concesiones y permisos previa opinión de la Secretaría de Gobernación, para establecer y explotar sistemas y servicios telegráficos, telefónicos, sistemas y servicios de comunicación inalámbrica por telecomunicaciones y satélites, de servicio público de procesamiento remoto de datos, estaciones radio experimentales, culturales y de aficionados y estaciones de radiodifusión comerciales y culturales; así como vigilar el aspecto técnico del funcionamiento de tales sistemas, servicios y estaciones.
De acuerdo con el reglamento interno de la Secretaría de Comunicaciones y Transportes en su artículo 40 “la Comisión Federal de Telecomunicaciones es el órgano administrativo desconcentrado de la Secretaría, con la autonomía técnica, operativa, de gasto y de gestión, encargado de regular, promover y supervisar el desarrollo eficiente y la cobertura social amplia de las telecomunicaciones y la radiodifusión en México”.

## Operadores de Servicios de telecomunicaciones

### Telefonía fija
El principal proveedor de servicios de telefonía fija es Telmex, empresa mexicana con sede en la Ciudad de México. Tiene presencia en México, América Latina y Estados Unidos. Ha llevado a cabo un proceso de modernización de su infraestructura desarrollando una plataforma digital que opera redes de fibra óptica con conexiones vía cable submarino en 39 países. Ofrece servicios de telefonía fija con llamadas locales, nacionales e internacionales, además ofrece servicios de internet. Esta empresa es el proveedor de internet de todas las compañías de cable y demás ya que es la única que cuenta con la infraestructura necesaria.
La segunda empresa proveedora de servicios es Axtel, empresa con sede en la ciudad de Monterrey, Nuevo León.
Megacable con sede en Guadalajara, Jalisco es una empresa que ofrece servicios de comercialización de televisión por cable, telefonía e internet. A través de Megafón ofrece servicios de telefonía fija. En 2009 se alía con Cablevisión y Cable Más para lanzar el paquete triple play Yoo que ofrece servicios de telefonía, televisión e internet.
Bestel, filial de Televisa. Cuenta con servicio de telefonía local en el D.F., Guadalajara, Monterrey, León y Puebla. Ofrece además servicios de internet en estas ciudades.

### Telefonía móvil
Telcel empresa de telefonía móvil, propiedad de la empresa mexicana Radiomóvil DIPSA. Es subsidiaria de América Móvil y filial de CARSO holding telecom. Cuenta con infraestructura. Por medio de tecnología 4G ofrece enlaces de banda ancha móvil, servicios de videollamada, televisión en vivo y videostreaming.
Movistar proveedora de servicios de telefonía móvil en México, subsidiaria del Grupo Telefónica por medio de su división Telefónica Móvil. Por número de usuarios y cobertura, es la segunda compañía con mayor importancia en México. Ofrece servicios de telefonía para el hogar, telefonía móvil, internet móvil, localización vehicular, terminal de punto de venta, localización de personas, comunicación directa inmediata personal.
Iusacell operadora de telefonía móvil propiedad del Grupo Salinas cuenta con presencia en el 90% del mercado mexicano. Es una empresa de operación compartida entre Grupo Salinas y Grupo Televisa. La compañía ofrece además servicios de telefonía local y larga distancia con internet a través de espacio radioeléctrico o por fibra óptica bajo la marca Iusatel, servicios de mensajería, televisión móvil y Banda Ancha Móvil.
Unefón compañía de telefonía móvil propiedad de Iusacell y filial de Grupo Salinas. A finales de 2007 es absorbida por Iusacell convirtiéndose en el tercer operador móvil de México.
Nextel perteneciente a NII holdings Inc. Ofrece servicios de comunicación inalámbrica digital orientados a clientes de empresas situadas en mercados seleccionados de América Latina. La empresa ofrece una gama de servicios entre los que se encuentran conexión directa, soluciones inalámbricas de datos, teléfonos y servicios de itinerancia internacional.

### Compañías de Internet
Los principales compañías de Internet fijo son:
- Infinitum (América Móvil) - 50.1%
- Izzi (Televisa) - 24.3%
- Megacable - 16.0%
- Totalplay - 8.1%

En tanto, las principales compañías de Internet móvil son:
- Telcel (América Móvil) - 69.8%
- AT&T - 17.2%
- Movistar - 10.9%

Existen otras compañías de internet, entre ellas:
- Axtel
- Dish On
- Gurucomm
- IntenPlug
- Movistar
- Star Go
- Ultranet

### Televisión

#### Televisión abierta
Los principales operadores de TV abierta son las cadenas Televisa y TV Azteca con 2 cadenas nacionales cada una. Además de estos existen otros competidores regionales, además de una red de televisión pública en crecimiento administrada por el Sistema Público de Radiodifusión del Estado Mexicano (SPR).
Televisa: Es un conglomerado mexicano de medios de comunicación. Televisa opera dos cadenas nacionales de televisión en México: el Canal de las estrellas y Canal 5 y una red de televisoras regionales incluyendo algunas estaciones de Gala TV. Televisa cuenta con 258 estaciones en México.
TV Azteca: Conglomerado mexicano de medios de comunicación propiedad de Grupo Salinas. Tuvo su origen en 1993 después de la privatización de la cadena Imevisión y a partir de ese momento se convierte en competencia directa de Televisa. Azteca transmite dos cadenas nacionales de televisión abierta nacional: Azteca 7 y Azteca 13 y una cadena con cobertura limitada: Proyecto 40. TV Azteca cuenta en México con una red de 181 estaciones.

#### Televisión de paga
A diciembre de 2019, México tenía 20,2 millones de suscriptores a televisión de paga. El Grupo Televisa (que incluye Izzi y Sky) tenía el 64,7% del mercado, Megacable el 15,9%, Dish el 12,3%, y Totalplay el 5,3%.
En México existen varios grupos de televisión que mantienen varios canales de cable, principalmente:
Televisa Networks: propiedad de Televisa, posee aproximadamente 15 canales de televisión de paga. Además Televisa es dueño de los sistemas Sky y Cablevisión.
PCTV: produce los canales TVC, TVC Deportes y varios canales de cine, además de distribuir otros canales.
MVS: Accionista importante en Dish y dueño del sistema MasTV hasta su cierre en 2014. Produce varios canales, entre los que destacan 52MX y Exa TV.

### Cadenas de Radio
Los principales operadores de Radio son los siguientes:
Grupo ACIR (Asociación de Concesionarios Independientes de Radio): es un grupo radiofónico que opera varias estaciones bajo marcas como: Amor, Digital, Mix, La Comadre, Radio Felicidad entre otros.
Grupo Radiorama: es un grupo que cuenta con más de 300 estaciones de radio en México en la cual hizo alianzas con Grupo Fórmula, Televisa Radio y Radio S.A. para enlazar sus cadenas a toda la república.
Grupo Radiopolis: conocido antes como, Televisa Radio, destaca la XEW-AM que tiene gran influencia en Centroamérica, su lema es: "la voz de América Latina". Es concesionaria de la Ke Buena, los 40 Principales México y W Radio.
MVS Radio: es concesionaria de una cadena que tiene una cobertura de hasta 50 ciudades de México, la cadena es "Exa FM" (Antes FM Globo) y también tiene otro formato que a lo largo de los años ha existido. Esta cadena fue conocida como "Stereorey", pero en 2002 ya se conocía como "Best FM" y en 2004, varias estaciones ya tenían otro formato denominado como "La Mejor FM". Actualmente están en 23 ciudades de México pero han tenido malos resultados con la cadena La mejor.
Grupo Fórmula: tiene dos formatos que transmiten noticias a todo México y Estados Unidos, sus locutores son los que trabajan en la televisión.
Grupo Radio Centro: este grupo de radio es concesionaria de 11 estaciones de radio en el D. F., pero enlaza a 130 estaciones de todo México para transmitir el noticiero que transmiten a la 1 de la tarde, entre otros.
Instituto Mexicano de la Radio: es concesionaria de la primera estación de radio mexicana que es XEB-AM, que actualmente sigue transmitiendo bajo la tutela del gobierno. Esto indica que es un medio público. 
En algunos estados, existen cadenas estatales de radio que son de los gobiernos locales.

### Comunicación satelital
El sistema nacional satelital cuenta con 120 estaciones terrestres. También existe una amplia red de radio de microondas y un considerable uso de fibra óptica y cable coaxial.
Los satélites mexicanos son operados por Satélites Mexicanos (Satmex) ahora llamado Eutelsat Americas, una empresa privada, líder en América Latina en la prestación de servicios en el norte y América del Sur. Ofrece radiodifusión, telefonía y servicios de telecomunicaciones a 37 países en las Américas, desde Canadá hasta Argentina. A través de asociaciones empresariales, Eutelsat proporciona conectividad de alta velocidad a proveedores de servicios de internet y servicios de radiodifusión digital. El sistema está compuesto por tres satélites: EUTELSAT 113 West A, EUTELSAT 115 West A y EUTELSAT 117 West A, antes Satmex 6, Satmex 5 y Satmex 8 respectivamente.

## Secretarios de Comunicaciones y Transportes
- Rodolfo Félix Valdés, diciembre de 1982-noviembre de 1984
- Daniel Díaz Díaz, noviembre de 1984-noviembre de 1988
- Andrés Caso Lombardo, diciembre de 1988-1992
- Emilio Gamboa Patrón, marzo de 1993-noviembre de 1994
- Guillermo Ortiz Martínez, 1 de diciembre de 1994-28 de diciembre de 1994
- Carlos Ruiz Sacristán, 28 de diciembre de 1994-30 de noviembre de 2000
- Pedro Cerisola y Weber, 1 de diciembre de 2000-30 de noviembre de 2006
- Luis Téllez Kuenzler, 1 de diciembre de 2006- 3 de marzo de 2009
- Juan Molinar Horcasitas, 3 de marzo de 2009-7 de enero de 2011
- Dionisio Pérez-Jácome Friscione, desde 7 de enero de 2011
- Fernando Xavier Silva Hernández, desde 4 de febrero de 2014

## Presidentes de la Cofetel
- Carlos Casasús López Hermosa, 1996-1998
- Javier Lozano Alarcón, septiembre de 1997-mayo de 1999
- Jorge Nicolín Fisher, junio de 1999-noviembre de 2001
- Jorge Arredondo Martínez, noviembre de 2001-junio de 2006
- Héctor Osuna Jaime, julio de 2006-junio de 2010
- Mony de Swaan Adatti, junio 2010-2013

## Presidentes del IFT
- Gabriel Oswaldo Contreras Saldívar (2013-presente)